# Національна агенція гуманітарної допомоги ZDOROVI
Національна агенція гуманітарної допомоги ZDOROVI (кор. ZDOROVI; НАГД ZDOROVI) — українська організація, яка надає підтримку медичним закладам. Заснована у 2013 році, вона співпрацює з міжнародними партнерами та українськими державними структурами для зміцнення системи охорони здоров’я.

## Історія
ZDOROVI була створена у липні 2013 року для реалізації освітніх та дослідницьких проектів у сфері охорони здоров’я. Організація брала участь у підтримці реформ системи охорони здоров’я в Україні та співпрацювали з такими партнерами, такими як UNICEF, USAID, GIZ, Deloitte, Європейський банк реконструкції та розвитку (EBRD), а також із Міністерством охорони здоров’я України та Національною службою здоров’я України (НСЗУ).
Після початку повномасштабного вторгнення Росії в Україну 24 лютого 2022 року, ZDOROVI зосередилася на наданні гуманітарної допомоги, включаючи постачання ліків, медичного обладнання та підтримку медичних закладів у зонах конфлікту. У травні 2023 року організація була офіційно визнана Міністерством охорони здоров’я України як критично важлива для функціонування економіки та життєдіяльності населення. 

## Діяльність
ZDOROVI надає допомогу медичним закладам, особливо тим, що постраждали через війну. Основні напрями діяльності:
● Закупівля та постачання медичного обладнання, лікарських засобів, психіатричних препаратів, перев’язувальних матеріалів.
● Освітні ініціативи для медичних керівників і персоналу (тренінги, стажування лікарів, майстер-класи, програми лідерства).
● Програми підтримки ментального здоров’я медичних працівників, зокрема ініціативи «Лікар&Ветеран» та «Ліки для лікарів».
● Аналітичні дослідження та адвокацію пацієнтоорієнтованих рішень.
Станом на 2024 рік організація допомогла майже 1000 медичним закладам у 539 населених пунктах України та доставила понад 1300 тонн гуманітарних вантажів.

## Партнери та фінансування
ZDOROVI співпрацює з World Health Organization (ВООЗ), GIZ, Americares, International Rescue Committee (IRC), а також з українськими державними структурами, зокрема Міністерство охорони здоров’я України та Національну службу здоров’я України (НСЗУ). Фінансування організації здійснюється через гранти та пожертви.

## Визнання
● Статус критично важливої організації під час війни від Міністерства охорони здоров'я України (2023).
● Входження до ТОП-50 найбільших фондів України за версією Forbes.
● Перемога в конкурсі “Благодійна Україна” у номінації “Доброчинність в охороні здоров’я” (2024).

## Засновниця
ZDOROVI заснована Наталією Туліновою — фахівчинею у сфері управління медичними закладами з понад 15-річним досвідом.